# ریتا تاشینگهم
ریتا تاشینگهم (انگلیسی: Rita Tushingham؛ زادهٔ ۱۴ مارس ۱۹۴۲) یک هنرپیشه اهل انگلستان است.

## بخشی از فیلمشناسی
از فیلم‌ها یا برنامه‌های تلویزیونی که وی در آن نقش داشته‌است می‌توان به آثار زیر اشاره کرد.
- یک نوک زبان عسل (۱۹۶۱)
- پسران چرم‌پوش (۱۹۶۴)
- مهارت …و نحوه به دست آوردنش (۱۹۶۵)
- دکتر ژیواگو (۱۹۶۵)
- دام (۱۹۶۶)
- زمان فوق‌العاده (۱۹۶۷)
- گورو (۱۹۶۹)
- اتاق نشیمن خواب (۱۹۶۹)
- روزنگار سیاه (۱۹۷۷)
- پرواز (فیلم ۱۹۸۶) (۱۹۸۶)
- زنده‌شده (۱۹۸۹)
- یک ماجراجویی کاملاً بزرگ (۱۹۹۵)
- جولیا بودن (۲۰۰۴)
- تل استار: داستان جو میک (۲۰۰۸)
- صاحبان (فیلم ۲۰۲۰) (۲۰۲۰)
- دیشب در سوهو (۲۰۲۱)
- ترفندهای نو (۲۰۰۵)
- مارپل آگاتا کریستی (۲۰۰۶)
- ورا (مجموعه تلویزیونی) (۲۰۱۸)